# Schizogenius amphibius
Schizogenius amphibius är en skalbaggsart som beskrevs av Samuel Stehman Haldeman. Schizogenius amphibius ingår i släktet Schizogenius och familjen jordlöpare. Inga underarter finns listade i Catalogue of Life.